# Centum Prata

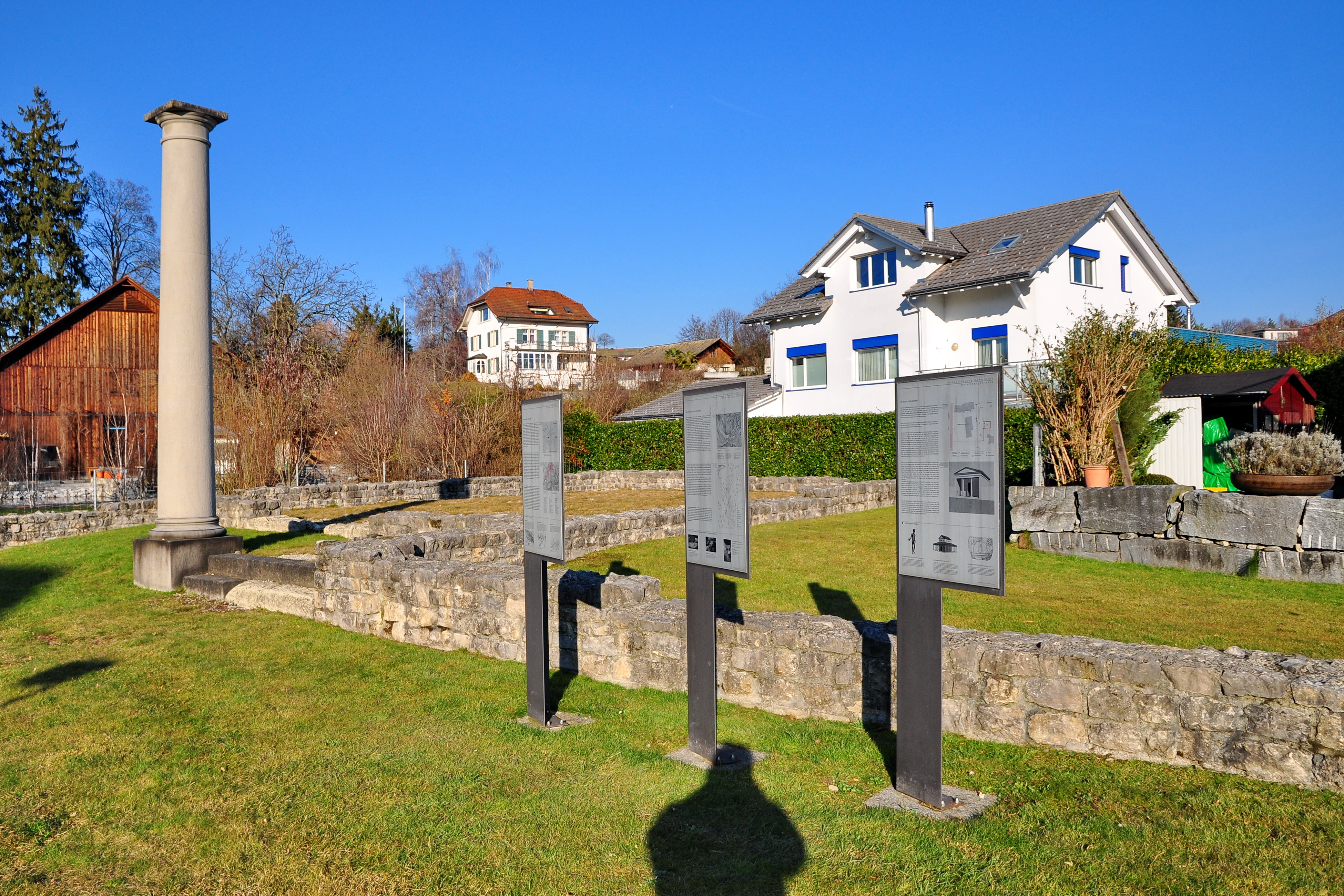
Muralhas romanas do século III d.C. pertencentes ao antigo vicus romano Centum Prata, localizado em Meienbergstrasse, Kempraten, atualmente Rapperswil, na Suíça

Centum Prata é o nome de um Vicus romano, cujas ruinas estão situadas na margem oriental do lago Zürichsee em Kempraten, uma região do município Rapperswil-Jona no cantão de St. Gallen, na Suíça. Centum Prata é o sítio arqueológico mais significativo da época galo-romana no cantão de St. Gallen.

## Nome
Na época galo-romana, o antigo Vicus foi nomeado Centoprato (literalmente: 100 prados), e em 863 foi referido como Centiprata, do qual Kempraten deriva. Não está certo devido ao nome do assentamento é uma origem celta, respectivamente, um antigo assentamento celta.